# Нови Двор Гдањски
Нови Двор Гдањски (пољ. Nowy Dwór Gdański) град је у Пољској у Војводству поморском. По подацима из 2012. године број становника у месту је био 10 171.

## Становништво
| 1943. | 1967. | 2007.  | 2010. | 2011.  | 2012.  |
| ----- | ----- | ------ | ----- | ------ | ------ |
| 4 295 | 6 500 | 10 123 | 9 904 | 10 143 | 10 171 |